# Nowodonećke (rejon kramatorski)
Nowodonećke (ukr. Новодонецьке) – osiedle na Ukrainie, w obwodzie donieckim, w rejonie kramatorskim, siedziba hromady. W 2001 liczyło 6294 mieszkańców.